# 59369 Chanco
59369 Chanco este un asteroid din centura principală de asteroizi.

## Descriere
59369 Chanco este un asteroid din centura principală de asteroizi. A fost descoperit pe 11 martie 1999 la Uccle de Thierry Pauwels. Asteroidul prezintă o orbită caracterizată de o semiaxă mare de 2,97 ua, o excentricitate de 0,12 și o înclinație de 3,3° în raport cu ecliptica.